# 후지야마촌 (야마구치현)
후지야마촌(藤山村)은 야마구치현 아사군에 있던 촌이다. 현재의 우베시에 해당한다.

## 역사
- 1889년 4월 1일 - 정촌제 시행에 의해 2촌의 구역을 가지고 성립하였다.
- 1931년 8월 1일 - 우베시에 편입, 동일 후지야마촌은 폐지되었다.

## 참고문헌
- 大日本篤農家名鑑編纂所編『大日本篤農家名鑑』大日本篤農家名鑑編纂所、1910年。
- 東洋新報社編『大正人名辞典』東洋新報社、1917年。
- 『市町村名変遷辞典』東京堂出版、1990年。